# De civitate Dei

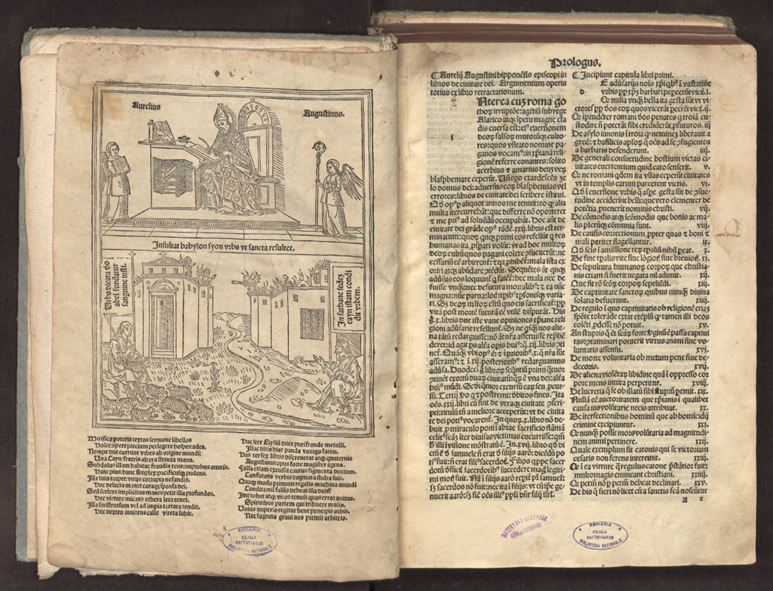
De civitate Dei, tipăritură la Veneția din 1489 din colecția Batthyaneum.

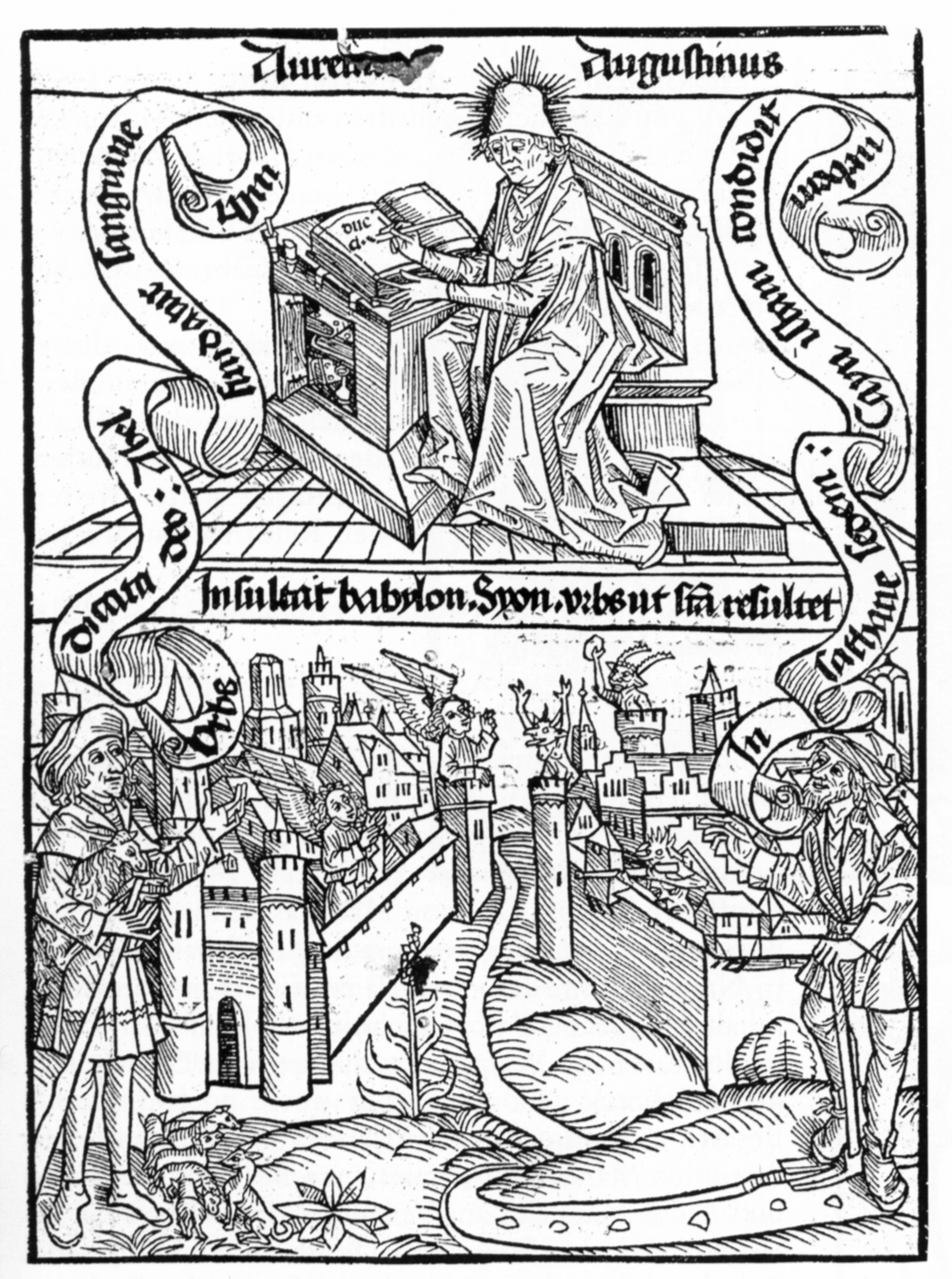
Altă reprezentare a celor două orașe (numite aici Sion și Babilon), cu îngeri și demoni, într-o tipăritură din 1515.

Despre orașul lui Dumnezeu (lat. „De civitas Dei”, gr. „πόλις τοῦ Θεοῦ”) este o lucrare de Sf. Augustin scrisă între 412 și 426 d.Hr.
Lucrarea afirmă primatul credinței creștine în fața religiei și gândirii filosofice din antichitate, autorul argumentând că adevăratul bine este Dumnezeu, adevăratul filosof este iubitor al divinității, iar adevărata filosofie este creștinismul.
S-au păstrat multe manuscrise, în special din sec. XII-XV și mai multe ediții tipărite în latină după 1467. Lucrarea a fost tradusă în franceză (1371-75), italiană (1480), germană (1495), engleză (1610) și spaniolă (1614).

## Context
Lucrarea este o pledoarie extinsă pentru a pune iubirea de Dumnezeu mai presus de orice, în principal mai presus de iubirea de sine, și de a intra astfel în orașul lui Dumnezeu.
Filosofii antici sunt acuzați de mândrie (lat. superbia) pentru că nu acceptă medierea lui Hristos,

## Impact
Lucrarea a căpătat un loc „surprinzător” în cursurile de filosofie politică, pentru că numai în reflecții incidentale autorul atinge aspecte care ar putea fi interpretate ca politice, cum ar fi idea că statul este format pentru a asigura în primul rând pacea (lat. pax), nu dreptatea (cum considera Cicero).
Exemple ale acestei tensiuni dintre cele două puncte de vedere din perspectivă laică sunt lucrările Învățăturile lui Neagoe Basarab către fiul său Teodosie de Neagoe Basarab care afirma „Credința în posibilitatea fiecărei persoane, de la voievod la cel mai umil supus, de a ajunge la perfecțiunea creștină, îndeplinindu-și în același timp obligațiile care îi revin în lume, fără să se retragă în singurătate” sau Divanul sau gâlceava înțeleptului cu lumea de Dimitrie Cantemir.
Reforma și contrareforma au avut la origine dispute despre liber arbitru și predestinare, iar această lucrare a influențat ambele părți. Viața morală și motivațională a omului este „opacă” lui însuși și știută doar de Dumnezeu.

## Formă și stil
Autorul acceptă că diferite interpretări ale textului biblic sunt posibile, chiar dacă sunt incompatibile între ele, iar interpretările pot fi revizuite ulterior, ca în tradiția filosofică antică.